# Friedrich Lüth
Friedrich Lüth (* 3. März 1957 in Accra) ist ein deutscher Prähistorischer Archäologe.

## Leben
Lüth studierte Vor- und Frühgeschichte, Vorderasiatische Archäologie und Völkerkunde in Saarbrücken und Hamburg und wurde 1988 mit einer Dissertation zum Thema Salzmünde - Walternienburg - Bernburg. Typologische und chronologische Untersuchungen zum Äneolithikum Mitteldeutschlands zum Dr. phil. promoviert. Anschließend arbeitete er 1988 zunächst als Volontär, dann von 1990 bis 1992 als Leiter der Abteilung Bodendenkmalpflege am Helms Museum – Hamburger Museum für Archäologie. 1992 wurde er zum Landesarchäologen von Mecklenburg-Vorpommern und zum Leiter des Landesamtes für Bodendenkmalpflege und des Archäologischen Landesmuseums in Schwerin berufen; er leitete das Amt bis Oktober 2006. Von 2006 bis 2011 war Lüth Erster Direktor der Römisch-Germanischen Kommission des Deutschen Archäologischen Instituts. Seit dem 1. November 2011 ist er in der Zentrale des Deutschen Archäologischen Instituts in Berlin für Kulturgüterschutz und Site Management zuständig. 

## Leistungen
Lüth ist insbesondere im Wissenschaftsmanagement tätig und war an zahlreichen Großprojekten federführend beteiligt, so an der DFG-Forschergruppe SINCOS, die sich mit der Rekonstruktion der historischen Abläufe im westlichen Ostseegebiet im 6.–4. Jahrtausend v. Chr. befasst. Künftig ist an eine Ausweitung dieses Vorhabens SINCOS auf Polen und das Baltikum gedacht. Forschungen zu raumbezogenen Siedlungsmustern der Trichterbecherkultur in Kooperation mit polnischen Kollegen sollen hinzutreten.

## Mitgliedschaften
- ehemals Geschäftsführer und Vorstandsmitglied im Verband der Landesarchäologen in der Bundesrepublik Deutschland e. V., hier u. a. Beauftragter für Europäische Angelegenheiten
- Gründungs- und Vorstandsmitglied des “Europae Archaeologiae Consilium” (EAC); 1999 von der ständigen Kultusministerkonferenz als deren Vertreter in die Delegation des Auswärtigen Amtes für die Verhandlungen zur “UNESCO-Charta zum Schutz des kulturellen Erbes unter Wasser” benannt
- seit  2004 stand er dem Europarat in Strasbourg in Fragen des Kulturerbe-Managements beratend zur Seite
- 1993 Korrespondierendes, 2002 ordentliches Mitglied des Deutschen Archäologischen Instituts
- Mitglied der Historischen Kommission für Pommern[2]
- Mitglied der  Historischen Kommission für Mecklenburg[3]
- Mitglied des Rotary Clubs Schwerin

## Kritik
Während Lüths Tätigkeit als Landesarchäologe von Mecklenburg-Vorpommern und Leiter des Landesamtes für Bodendenkmalpflege wurden im Jahr 2002 bei Bauarbeiten vor dem Hansa-Gymnasium in Stralsund die drei Einbäume von Stralsund gefunden, die zwischen 7000 und 6000 Jahre alt waren. Sie wurden dem zuständigen Amt in Schwerin, dessen Leiter Lüth war, zur Konservierung übergeben. Im Jahr 2009 wurde bekannt, dass sie bereits im Jahr 2004 wegen unsachgemäßer Lagerung verrottet waren. Der Abgeordnete der SPD im Landtag Mecklenburg-Vorpommern, Klaus-Michael Körner, beschuldigte Lüth als ehemaligen Leiter des Landesamtes für Bodendenkmalpflege, für den Verlust der wertvollen Boote verantwortlich zu sein. Lüth wies die Vorwürfe von sich und erklärte, er sei erstmals am 11. März 2009 über den Verlust der ältesten Bootsfunde Europas informiert worden. Tatsächlich schrieb Lüth, wie nach dem Bekanntwerden des Verlustes bekannt wurde, am 5. Juni 2002 an das Kultusministerium: „Abschließend darf ich Sie an die Dringlichkeit der Angelegenheit erinnern. Die Einbäume beginnen zu zerfallen!“ und am 16. Juli 2002: „Die sensationellen Funde (…) sind allmählich in einen erbärmlichen Zustand geraten. Wenn nicht bald Abhilfe geschaffen wird, werden diese Funde nicht mehr zu konservieren sein.“
Ab Mitte März 2009 prüfte die Staatsanwaltschaft Schwerin, ob eine Pflichtverletzung von strafrechtlicher Relevanz vorliegt; das Verfahren wurde wegen Verjährung im September 2009 eingestellt.
Die von der Landesregierung eingesetzte Untersuchungskommission kam im Mai 2009 zu dem Ergebnis, dass die Einbäume aufgrund unsachgemäßer Lagerung zerfallen waren. Die Verantwortung liege bei der damaligen Leitung des Landesamtes. Auch das Bildungsministerium ist nach Ansicht der Untersuchungskommission in den Jahren 2002 bis 2004 nicht seiner Fachaufsicht nachgekommen.

## Veröffentlichungen (Auswahl)
- Salzmünde, Walternienburg, Bernburg. Typologische und chronologische Untersuchungen zum Äneolithikum Mitteldeutschlands. Dissertation Universität Hamburg 1988 (erschienen als Microfiche 1997, ISBN 3-8267-2472-0).
- mit Hartwig Lüdtke, Friedrich Laux, Claus Ahrens (Hrsg.): Archäologischer Befund und historische Deutung. Festschrift für Wolfgang Hübener zu seinem 65. Geburtstag am 15. Juni 1989(= Hammaburg. Vor- und Frühgeschichte aus dem niederelbischen Raum. Neue Folge 9). Wachholtz, Neumünster 1989, ISBN 3-529-01357-9.
- mit Wilhelm Gebers: Rullstorf. von Hahnsche Buchhandlung, 1996, ISBN 3-7752-5642-3.
- mit Winfried Orthmann und Harald Klein: Chuera in Nordost-Syrien, 1982–1983. Gebr. Mann, Berlin 1998, ISBN 3-7861-1451-X.
- (Hrsg.): Tauchgang in die Vergangenheit. Unterwasserarchäologie in Nord- und Ostsee. Theiss, Stuttgart 2004, ISBN 3-8062-1671-1.

## Belege
1. ↑  Mitgliederverzeichnis auf der Webseite der Historischen Kommission für Pommern.
2. ↑  
Mitgliederverzeichnis auf der Webseite der Historischen Kommission für Mecklenburg (Memento des Originals vom 18. Dezember 2014 im Internet Archive)  Info: Der Archivlink wurde automatisch eingesetzt und noch nicht geprüft. Bitte prüfe Original- und Archivlink gemäß Anleitung und entferne dann diesen Hinweis..
3. ↑  „Zerfall der Steinzeit-Boote: Landtag fragt nach“, NDR Online, 12. März 2009 (Memento vom 31. März 2009 im Internet Archive)
4. ↑  „Steinzeit-Boote: Lüth weist Schuld zurück“, Hamburger Abendblatt, 16. März 2009
5. ↑  „Verrottete Einbäume: Landesamt wusste alles“, Ostsee-Zeitung, 19. März 2009
6. ↑  Ausgrabung. Ermittlungen laufen. In: Südkurier vom 14. März 2009
7. ↑  Einbaum-Skandal ohne Folgen für Landesdenkmalpfleger. In: Die Welt vom 29. September 2009 (Online).
8. ↑  Pressemitteilung. Nr. 090-09. Ministerium für Bildung, Wissenschaft und Kultur des Landes Mecklenburg-Vorpommern, 26. Mai 2009, abgerufen am 17. November 2015.

| Personendaten    | Personendaten                        |
| ---------------- | ------------------------------------ |
| NAME             | Lüth, Friedrich                      |
| KURZBESCHREIBUNG | deutscher Prähistorischer Archäologe |
| GEBURTSDATUM     | 3. März 1957                         |
| GEBURTSORT       | Accra                                |